# Szomolya, Borsod-Abaúj-Zemplén
Szomolya este un sat în districtul Mezőkövesd, județul Borsod-Abaúj-Zemplén, Ungaria, având o populație de 1.644 de locuitori (2011). 

## Demografie
Componența etnică a satului Szomolya
     Maghiari (83,74%)
     Romi (15,56%)
     Necunoscut (0,48%)
     Germani (0,21%)
     Alții (0,48%)
Componența confesională a satului Szomolya
     Romano-catolici (48,42%)
     Fără religie (25,61%)
     Reformați (5,9%)
     Necunoscută (19,4%)
     Alte religii (3,41%)
Conform recensământului din 2011, satul Szomolya avea 1.644 de locuitori. Din punct de vedere etnic, majoritatea locuitorilor (83,74%) erau maghiari, cu o minoritate de romi (15,56%). Apartenența etnică nu este cunoscută în cazul a 0,48% din locuitori. Nu există o religie majoritară, locuitorii fiind romano-catolici (48,42%), persoane fără religie (25,61%) și reformați (5,9%). Pentru 19,4% din locuitori nu este cunoscută apartenența confesională.